# Ratkovec
Ratkovec is een plaats in de gemeente Zlatar in de Kroatische provincie Krapina-Zagorje. De plaats telt 130 inwoners (2001).